# Monte Veronese
Monte Veronese è un formaggio a base di latte vaccino, a pasta semicotta, prodotto nei comuni della parte settentrionale della provincia di Verona, nella regione Veneto.
Esiste in due tipologie che si distinguono per la lunghezza del periodo di invecchiamento: a latte intero (crudo o pastorizzato) con stagionatura minima di 25 giorni e a latte detto d'allevo (parzialmente scremato) con stagionatura minima di 90 giorni.
Dal luglio 1996, a livello europeo, la denominazione "Monte Veronese" è stata riconosciuta denominazione di origine protetta (DOP).
Il nome fa riferimento al termine dialettale veronese "monta", che significa "mungitura".

## Presidio Slow Food
Un tempo il formaggio prodotto con il latte dei pascoli estivi dei Monti Lessini non era valorizzato, anzi il latte normalmente veniva mescolato con quello prodotto in pianura per produrre il Monte Veronese Dop: in questo modo si rischiava di perdere completamente le poche malghe rimaste, con gravi rischi per l'ecosistema della montagna. Il Presidio seguito dal Consorzio del Monte Veronese riguarda appunto le forme prodotte con latte d'alpeggio.

## Fototeca

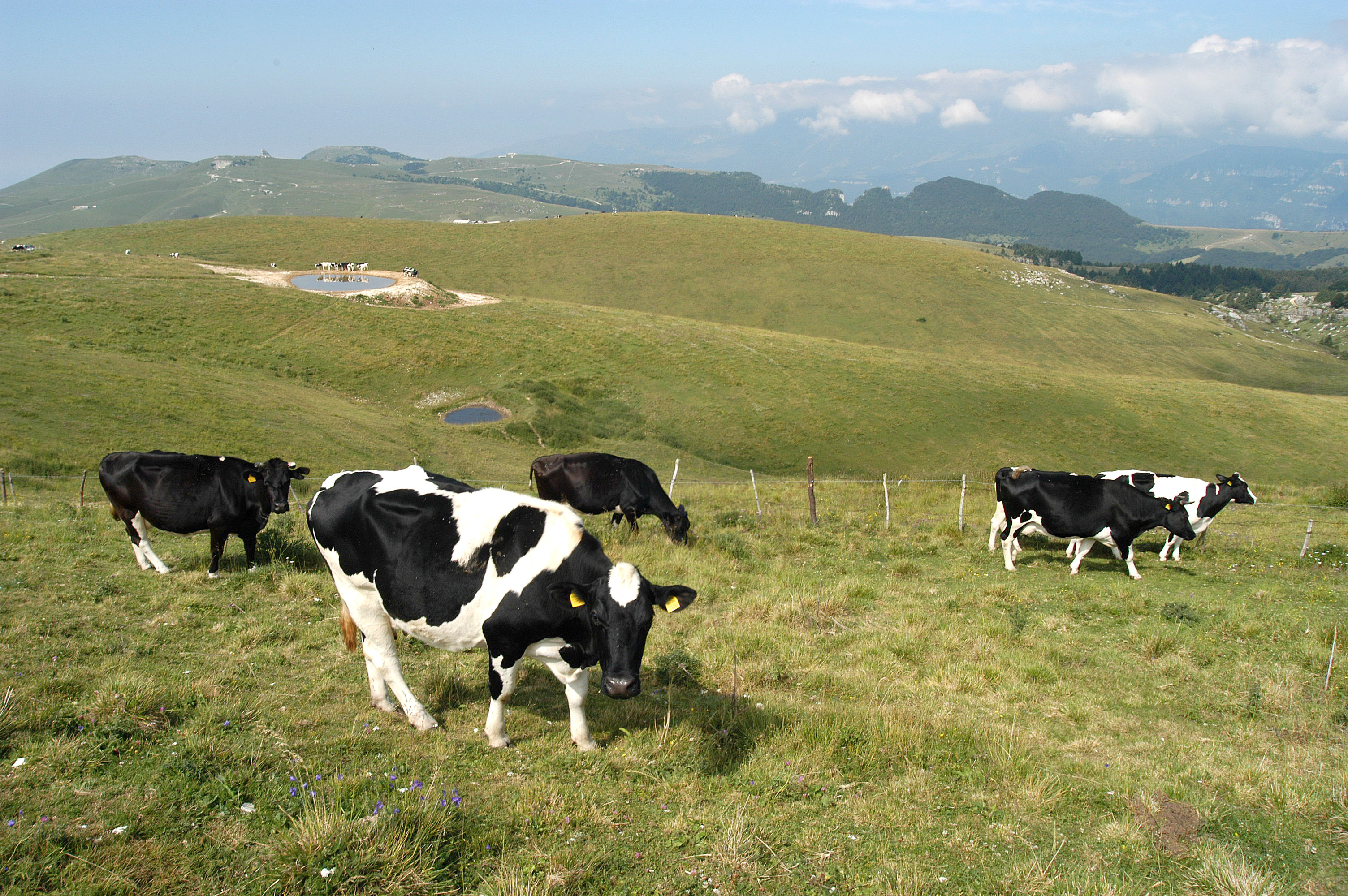
Pascoli estivi dei monti Lessini